# 環上の多元環
数学の殊に環論において可換環上の代数あるいは多元環（たげんかん、英: algebra）は、体上の多元環の概念において係数体を考えるところを置き換えて可換環を係数環としたものである。
本項においては、環と言えば単位元を持つものと仮定する。

## 厳密な定義
R を可換環とするとき、R 上の多元環 (R-algebra) とは、R-加群 A であって、A の乗法と呼ばれる双線型な二項演算
{\displaystyle [\bullet ,\,\bullet ]\colon A\times A\to A}
を備えたものを言う。即ち A の乗法は任意のスカラー a, b ∈ R と任意の元 x, y, z ∈ A について
- 双線型性:{\displaystyle [ax+by,z]=a[x,z]+b[y,z],\quad [z,ax+by]=a[z,x]+b[z,y]}

を満たす。

## 結合多元環
多元環 A が A の乗法に関して（単位的）半群を成す、つまり乗法が結合的（かつ単位元を持つ）ならば、R-多元環 A は R-結合多元環と言う。即ち、結合多元環は、それ自体が（環上の）環を成し、環の概念を一般化するものである。R 上の結合多元環を、環準同型 f: R → A が存在して f の像が A の中心に含まれるような環 A として定義することもできる。